# Burleston
Burleston – wieś w Anglii, w hrabstwie Dorset. Leży 10 km na północny wschód od miasta Dorchester i 176 km na południowy zachód od Londynu.